# Домогаров, Юрий Львович
Юрий Львович Домогаров (15 января 1915, Петроград — 20 января 1991, Москва) — актёр, театральный деятель.

## Биография
Юрий Львович Домогаров родился 15 января 1915 года в Петрограде (ныне — Санкт-Петербург).
Его отец Лев Евгеньевич Кованько (16 апреля 1891, Санкт-Петербург — 31 октября 1938, Владивосток) — лейтенант, приписанный к Сибирскому флотскому экипажу. На военной службе с 1910 года. Участник Первой мировой и Гражданской войн (в составе Вооружённых сил Юга России, затем Русской армии).
Мать — Нина Аркадьевна Кованько (урожд. Домогарова) (1895 — ?), 8 июня 1940 года её посадили на 10 лет в ИТЛ
В 1940 году снялся в биографическом фильме «Суворов» в роли генерала Матвея Ивановича Платова.

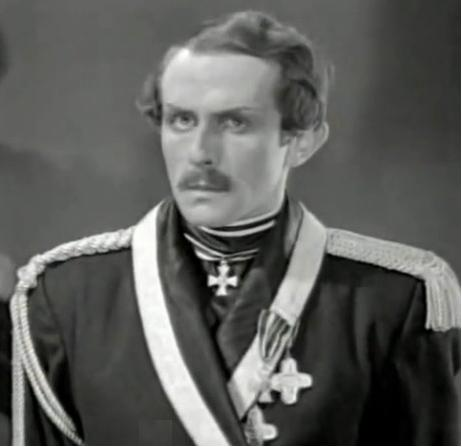
Юрий Домогаров в фильме «Суворов» (1940) в роли генерала Матвея Платова

В годы Великой Отечественной после второго курса ВГИКа ушёл на фронт в составе первой фронтовой бригады Театра Красной армии вместе с Михаилом Глузским, Андреем Петровым.
Получил тяжёлое ранение подо Ржевом в 1942 году, после чего был комиссован из действующей армии, однако продолжал служить в кадрах артиллерии Советской армии до 1950-х годов.
После увольнения из армии работал директором-распорядителем Москонцерта, потом директором Росконцерта.
В 1970-х годах был по приказу министра Е. А. Фурцевой назначен управляющим «СоюзАттракциона».
В 1971 году организовал в Москве первую Всемирную выставку аттракционов (именно тогда в СССР впервые увидели игровые автоматы) и вплоть до окончания трудовой деятельности был директором Центрального детского академического музыкального театра имени Наталии Сац.
Скончался 20 января 1991 года в Москве на 77-м году жизни. 

### Семья
Первая жена Елизавета Кузюрина (1915—2009) — актриса.
Вторая жена Наталья Петровна Домогарова (21 августа 1928 — июнь 2002 года) — работала в универмаге.
Старший сын — Андрей Домогаров (род. 7 июля 1953), кандидат технических наук, преподаватель МАДИ.
Младший сын — Александр Домогаров (род. 12 июля 1963), актёр, народный артист РФ.

### Награды
- Орден Красного Знамени (1943).
- Орден Отечественной войны I степени (1985).
- более 20 орденов и медалей[какие?].